# Storia dell'astronomia moderna (1779)
(Il sottotitolo dell'opera di Bailly; Seneca, Naturales quæstiones, Libro VI.)
La Storia dell'astronomia moderna (titolo originale in francese:  Histoire de l'astronomie moderne, depuis la fondation de l'école d'Alexandrie jusqu'à l'époque de 1730) è un saggio storico-speculativo e divulgativo scritto dall'astronomo e letterato francese Jean Sylvain Bailly. Seconda opera, in due volumi, di un'imponente tetralogia di lavori sull'intera storia dell'astronomia, con questo libro Bailly continuò a delineare la sua concezione della storia, ripercorrendo e commentando le scoperte in campo astronomico dall'Antica Grecia fino all'età moderna (precisamente fino al 1730).

## Contesto generale

### La tetralogia sulla storia dell'astronomia

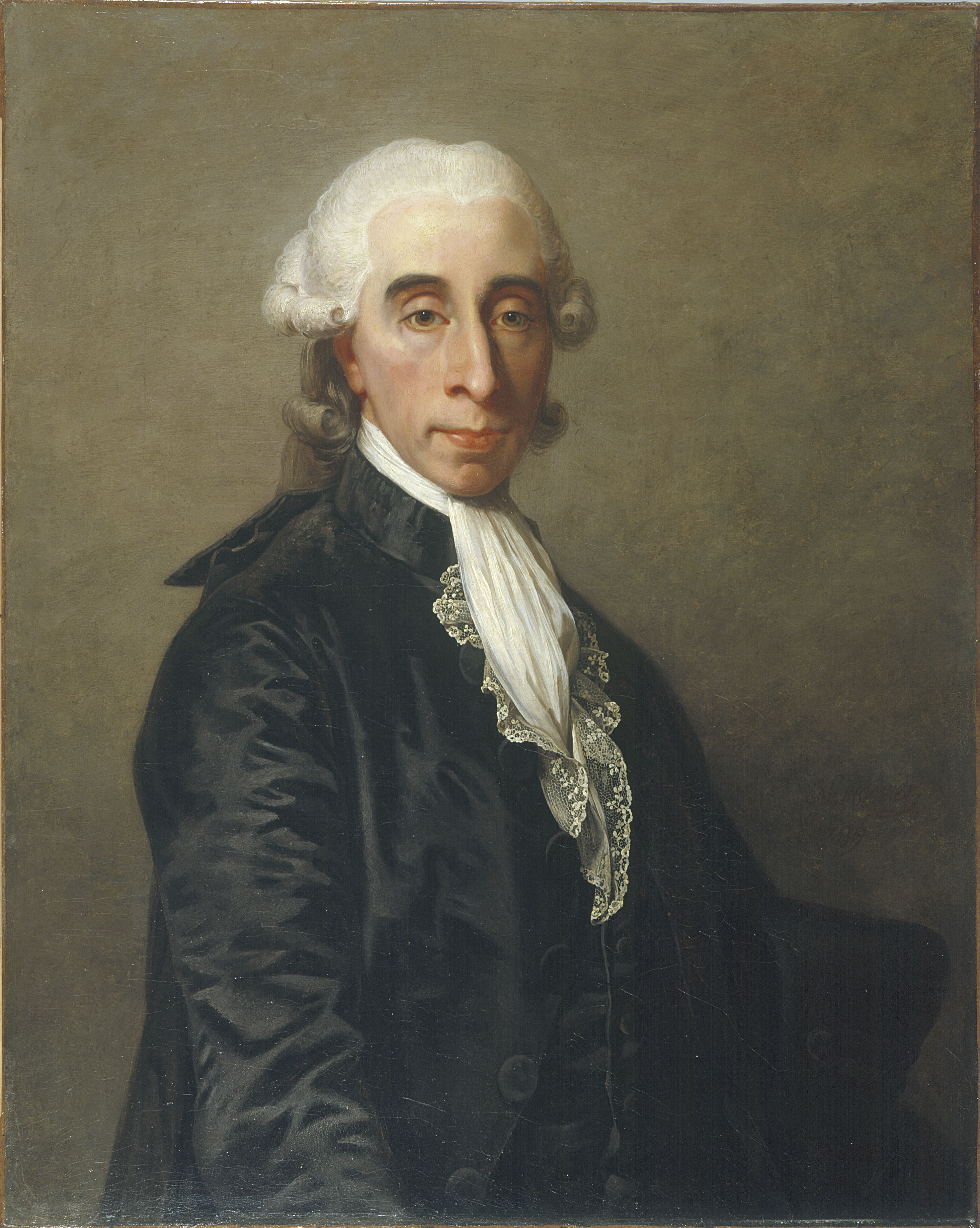
Jean Sylvain Bailly.

Nel 1775 Bailly pubblicò un largo volume in quarto intitolato Histoire de l'astronomie ancienne, depuis son origine jusqu'à l'établissement de l'école d'Alexandrie. Esso fu seguito nel 1779 dall'opera in questione, scritta in due volumi, dello stesso formato del precedente, intitolata Histoire de l'astronomie moderne depuis la fondation de l'école d'Alexandrie, jusqu'à l'époque de 1730. Un'altra opera apparve nel 1782, l′Histoire de l'astronomie moderne depuis la fondation de l'école d'Alexandrie, jusqu'à l'époque de 1782; essa era costituita da tre volumi: i primi due sono una ripubblicazione dei due volumi dell'opera precedente; mentre il terzo, originale, copre il periodo tra il 1730 e il 1782. Queste tre opere, assieme al Traité de l'astronornie indienne et orientale, ouvrage qui peut servir de suite à l'histoire de l'astronomie ancienne del 1787, costituiscono la tetralogia di Bailly sulla storia dell'astronomia. Esse formano insieme un panorama di circa 3000 pagine del lungo e lento sviluppo storico del corpus della conoscenza moderna.
Nonostante le speculazioni immaginative del primo volume e gli errori di fatto dell'ultimo il lavoro, complessivamente, merita un posto di rilievo nello studio della storia della scienza.
È ragionevole supporre che Bailly per alcuni anni (forse già dal suo primo contatto con Lacaille) aveva meditato un lavoro su larga scala relativo alla storia dell'astronomia e forse iniziò a compilare delle annotazioni con questo progetto in mente, che poi fu completato dopo la sconfitta nella lotta per la segreteria dell'Accademia e il successivo ritiro a Chaillot. Inoltre, in definitiva, il ritorno di Le Gentil e la contemporanea comparsa di diversi testi orientali sull'antichità diedero a Bailly la determinazione necessaria per iniziare il suo lavoro partendo dai primissimi inizi della storia dell'umanità.
La concatenazione delle circostanze porrebbe, secondo lo storico Burrows Smith, il terminus a quo della composizione, ovvero l'inizio della stesura, dell′Histoire de l'astronomie ancienne intorno al biennio 1770-1771. Invece la prima menzione di un'eventuale Histoire apparve in un mémoire di Bailly del 18 agosto 1773.

## Contenuto
Sebbene si sia sempre rifiutato di ammetterlo, Bailly sembra voler costantemente dimostrare che il système è lo strumento del progresso. La consapevolezza di questo nuovo sviluppo nel suo pensiero è indicata dalla comparsa di un nuovo e più filosofico Discours préliminaire, rispetto a quello dell′Histoire de l'astronomie ancienne, alla testa del primo volume dell′Histoire de l'astronomie moderne. La ragione apparente di questa prefazione è la difesa che Bailly fa del sistema storico-biografico che egli utilizza. Egli, prefigurando Hegel, riconosce che la nuova storia del XVIII secolo è la storia dello spirito umano, della moltitudine e della massa dell'umanità, ma allo stesso tempo dei suoi grandi leader e delle sue principali tappe. Ma la scienza, almeno secondo Bailly, è in qualche modo al di sopra - o almeno oltre - questo "dominio scettrato" della moltitdine: «La scienza, come gli eventi, sono le opere degli uomini, ma la moltitudine non ne ha alcuna parte; la moltitudine li ignora o li guarda con indifferenza: coloro che li coltivano sono una classe isolata».
La sua storia dell'astronomia deve, pertanto, necessariamente essere scritta in termini degli autori del progresso: Ipparco, Tolomeo, Copernico, Tycho Brahe e gli altri. 
(Bailly nel Discours prèliminaire.)
Ma Bailly ha da dire molto più di questo. Il Discours è anche una dichiarazione dell'ideale, tipico nel XVIII secolo, della perfettibilità attraverso la conoscenza. Lo storico Carl Lotus Becker ha sottolineato che le parole chiave di questo secolo erano «la natura, la legge naturale, la causa prima, la ragione, il sentimento, l'umanità, e la perfettibilità». Da Giambattista Vico a Nicolas de Condorcet, gli storici del tempo avevano avuto la visione di un'apocalisse gloriosa, della fine dei tempi come di un paradiso terrestre che sarebbe stato raggiunto attraverso la comprensione totale della natura.
C'era poi la tesi corollaria di Antoine Court de Gébelin secondo cui l'enigma della natura poteva essere risolto con lo studio del passato. La filosofia di Bailly combinava questi elementi; la sua Histoire, in parte destinata per gli astronomi, è: «tuttavia destinata ai giovani ai quali dobbiamo accendere l'amore per la scienza. Quando vedono la natura, la ammirano; lei ha dei segreti che sono riservati a loro».
Sarebbe però sbagliato dipingere Bailly come un fanatico del progresso. Nell′Histoire de l'astronomie ancienne aveva infatti già scritto su questo tema:
(Bailly nell′Histoire de l'astronomie ancienne.)
Nel campo, relativamente ristretto, dell'astronomia, poco era stato scritto sul senso della storia come Bailly prevedeva. Giovanni Riccioli, Gerhard Johannes Voss, Pierre Gassendi e Cassini avevano pubblicato la vita di vari astronomi, dei cataloghi di scoperte o di scritti, ma solo tre grandi opere potevano essere davvero considerate come vere e proprie storie dell'astronomia. La prima era l′Historia Astronomiae sive de Ortu et Progressu Astronomiae di Johann Friedrich Weidler, pubblicata a Wittenberg nel 1741; l′Histoire des mathématiques di Jean-Étienne Montucla, pubblicato a Parigi nel 1758 (che, tra l'altro, era solo parzialmente legato con l'astronomia); e infine History of Astronomy di George Costard, pubblicato a Londra nel 1767. Ma queste opere erano state progettate per gli scienziati e non per un vasto pubblico. Era ambizione di Bailly quella di scrivere opere che fossero sia divulgative che trattatistiche, in modo tale da essere adatte sia per il "profano intelligente" così come per l'astronomo. Voltaire aveva indicato la strada nel suo Eléments de la philosophie de Newton e Bailly ne aveva raccolto l'eredità. Bailly infatti, come Cartesio, era infatti convinto della vasta diffusione del «bon sens», e credeva che la conoscenza fosse accessibile a tutti.
(Bailly nell′Histoire de l'astronomie moderne.)

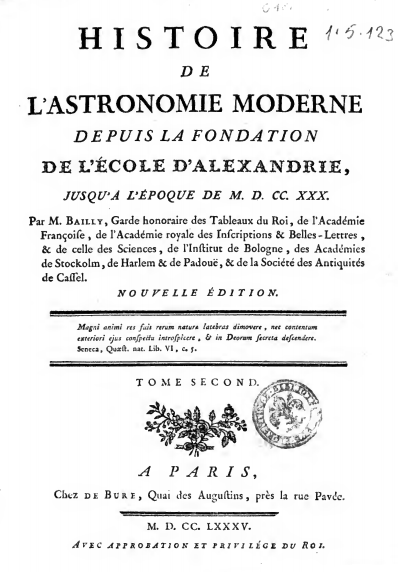
Frontespizio del secondo volume.

L'opera, in due volumi, che apparve nel 1779, l′Histoire de l'astronomie moderne, depuis la fondation de l'école d'Alexandrie jusqu'a l'époque de 1730, è il racconto istruttivo e ben scritto della lenta ma costante conquista della conoscenza da parte dell'uomo. In questo lavoro, con anche maggiore successo rispetto ai suoi lavori precedenti o successivi, Bailly gestisce il difficile compito di far sembrare semplici concetti in realtà complessi, senza togliere loro alcun dettaglo o alcun significato. È un lavoro, secondo uno dei successori di Bailly, «dove il filosofo può trovare una piacevole lettura, mentre l'uomo di mondo [può trovare] una solida istruzione» Bailly discute i contributi di Aristarco, Ipparco, Tolomeo, e di tutti gli altri astronomi della scuola alessandrina. Ipparco è definito come «il primo astronomo veramente moderno», perché è stato il primo a comprendere l'astronomia come una scienza separata e perché respinse le antiche determinazioni a favore delle sue proprie osservazioni. Tolomeo, invece, è criticato per il suo esprit de système, per la sua speculazione teorica non suffragata dalle osservazioni: «Può essere, come chiunque in un sistema, ha indovinato quello che doveva essere e ha organizzato i fatti prima di osservarli».
In fin dei conti, comunque, Bailly dà un'immagine amichevole del sistema tolemaico, che fu senza dubbio un lavoro intelligente e che comunque rappresentava con ottima accuratezza i moti apparenti dei corpi celesti, sebbene poi si fosse rivelato falso. La sua principale riserva non era tanto l'impossibilità matematica del sistema, quanto il fatto che fosse eccessivamente complesso:
(Bailly nell′Histoire de l'astronomie moderne.)
Bailly fondamentalmente credeva infatti nel rasoio di Occam, il principio secondo il quale, nella scienza, se esistono varie spiegazioni di un fenomeno bisogna comunque preferire sempre la soluzione più semplice. Questa insistenza sulla più semplice di qualsiasi soluzione ad un problema era naturalmente il risultato dell'indottrinamento di Bailly riguardo alla fisica newtoniana così come la sua stessa esperienza da astronomo e fisico teorico, ed è, secondo lo storico Burrows Smith, il «basso ostinato» di tutta la filosofia di Bailly. E anche quando, dopo aver descritto l'accettazione, lunga quasi per quattordici secoli, della teoria tolemaica, Bailly incomincia a mettere in relazione la resistenza di quella teoria rispetto alle nuove idee di Copernico, egli ritorna a questa idea fondamentale, al rasoio di Occam:
(Bailly nell′Histoire de l'astronomie moderne.)
Le notevoli osservazioni di Tycho Brahe non riescono a superare la sua altrettanto notevole, ma molto complicata, teoria dei cieli, perciò lui è additato per aver ritardato in qualche modo il progresso. Keplero invece è di nuovo sulla giusta strada perché: «l'istinto del genio lo persuase della semplicità delle cause».
Dal tempo di Galileo Galilei in poi, Bailly considera il principio della semplicità, ovvero il rasoio di Occam, come ormai dimostrato e stabilito nel mondo scientifico. Curiosamente, fu tale principio, secondo Bailly, che portò però Cartesio fuori strada. In un passaggio interessante dell'opera egli infatti delinea il dilemma, o meglio i pericoli, di una filosofia basata su principi primi semplici ed evidenti come voleva fare Cartesio. Non è facile capire perché la verità doveva essere sfuggita Cartesio mentre fu spiegata così facilmente da Newton. La differenza, come suggerisce Bailly, in ultima analisi era legata alla capacità. «Tutte le luci non sono confinate all'interno di una sola testa; anche l'uomo più alto può essere messo in guardia. Newton era convinto di questa verità che molti uomini ignorano...».
A parte la principale, drammatica, trama dei progressi e dei regressi dell'astronomia attraverso i secoli, Bailly dà al lettore la possibilità di venire a conoscenza anche di una numerosa serie di temi secondari e di intermezzi discorsivi. Ci sono, ad esempio, due capitoli in cui Bailly spiega dettagliatamente gli strumenti astronomici, altri due sul calendario, due sulla misura lineare, uno sui metodi di osservazione, uno sul ruolo delle accademie, vi è inoltre un discorso sull'astrologia medievale, e infine un discorso sulla natura dei corpi luminosi. I più interessanti tra questi sono, dal punto di vista critico, due: la discussione sulla misura (in particolare sull'importanza e le tecniche di misura degli antichi), sul quale la ricerca moderna/contemporanea si è espressa positivamente per la precisione dei metodi usati da Bailly; e il discorso sull'astrologia, dove Bailly ha qualcosa da dire relativamente alla questione religiosa. Gran parte della ricerca di Bailly sulla misura lineare sembra aver trovato la sua quadratura nel quarto capitolo del primo volume dell′Histoire de l'astronomie moderne. 

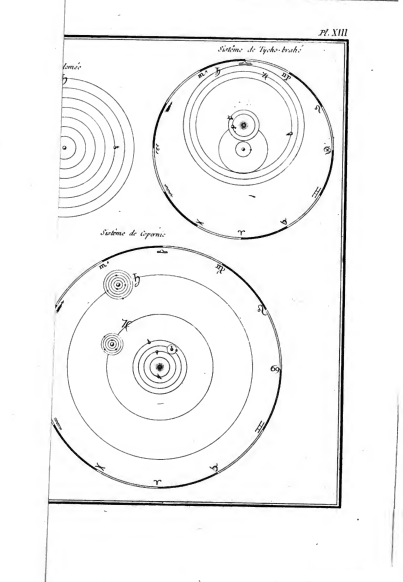
Immagine presa dall′Histoire che raffigura il sistema copernicano dei cieli e quello di Tycho Brahe.

Questa parte del suo lavoro non è totalmente originale, ma rappresenta certamente la sintesi di una lunga indagine settecentesca, portata avanti soprattutto da Cassini, Joseph-Nicolas Delisle, Nicolas Fréret, e d'Anville. La domanda che si pose Bailly in questo capitolo era quella di verificare le classiche misure della circonferenza terrestre. Cinque misure di questo tipo infatti furono tramandate a noi dall'antichità:
| Persona              | Epoca           | Misura        |
| -------------------- | --------------- | ------------- |
| Aristotele o Eudosso | IV secolo a.C.  | 400'000 stadi |
| Eratostene           | III secolo a.C. | 250'000 stadi |
| Posidonio            | II secolo a.C.  | 240'000 stadi |
| Cleomede             | II secolo a.C.  | 300'000 stadi |
| Tolomeo              | II secolo d.C.  | 180'000 stadi |

Il problema era quello di convertire gli stadi in alcuni standard fissi di misura (lo stadio greco, infatti, variava dalle 7 alle 10 miglia romane) al fine di determinare la precisione di queste stime. Fréret e d'Anville erano fondamentalmente d'accordo che esistessero almeno quattro stadi greci distinti che erano nel rapporto di: 09:12:15:20. Quattro delle stime classiche, quelle di 180'000, 240'000, 300'000 e 400'000 stadi erano nello stesso rapporto quindi, secondo Bailly «si raggiunge questa singolare conclusione, ovvero che era ovvio che queste quattro determinazioni fossero la stessa misura riportata e tradotta in  stadi differenti». Inoltre afferma: «Quella di 400.000 stadi, attribuita da Aristotele agli antichi matematici, dovrebbe essere la prima; le altre sono solo copie, o trasformazioni».
Convertite in Tesa in base alle tabelle di d'Anville ed altri, queste misure si trovano all'interno di una ristretta frazione di determinazioni della circonferenza terrestre fatte anche nel Settecento. Bailly suppose che le prime misure fossero dovute al lavoro dell'antico popolo di cui aveva discusso nell′Histoire de l'astronomie ancienne e nelle Lettres sur l'origine des sciences. Queste osservazioni si erano poi, a suo giudizio, tramandate ad Aristotele attraverso i Caldei-Babilonesi; egli inoltre credeva che quella di Eratostene fosse stata la prima misura greca della circonferenza della Terra fatta attraverso l'osservazione, il che spiegherebbe anche il suo maggiore errore; il valore ottenuto da Posidonio era stata invece una verifica dell'esattezza delle antiche misure; il valore di Cleomede e quello di Tolomeo erano semplicemente conversioni di Posidonio. 

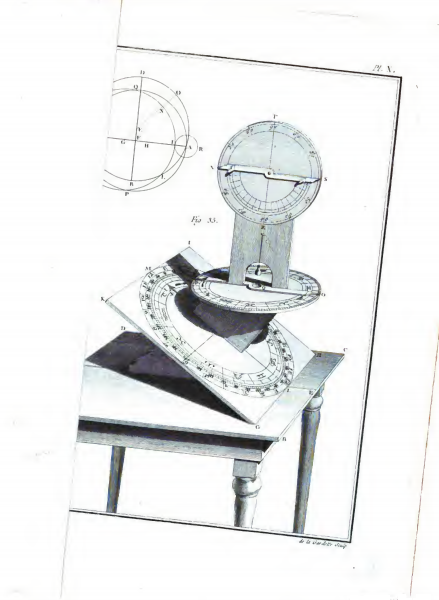
Immagine presa dall′Histoire che raffigura un astrolabio con cerchio zodiacale.

Gli storici moderni, in realtà, hanno dimostrato che tra queste varie stime, l'unica per la quale non vi è diretta evidenza per un tasso di conversione è lo stadio di Eratostene. Convertito al schoenus egiziano, che è nota con precisione, la misura Eratostene della circonferenza terrestre è pari a 39.690 kilometri. Il filologo classico Aubrey Diller dà credito alla teoria secondo cui c'erano almeno due stadi con un rapporto 3:4, e vedeva perciò nelle misure di 180.000 e 240.000 stadi   la stessa misura. Egli suggerisce inoltre che queste due misure sono comunque una conversione di quella di Eratostene, il che ne accomunerebbe tre. Se si accetta questo ragionamento, Bailly allora aveva ragione nel ridurre tre delle cinque antiche misure allo stesso standard. Ma se queste tre misure possono essere risolte da questo rapporto, perché non le altre due, rispettivamente da 400.000 e 300.000 stadi? Diller non discute a proposito delle misurazioni riportate da Aristotele e Cleomede, si possono quindi considerare come non verificate, se non addirittura inverificabili, e quindi vanno assegnate all′esprit de système di Bailly. Questo comparazione con i risultati moderni mostra, tuttavia, l'accuratezza delle fonti di Bailly e l'intelligenza dei suoi metodi. Secondo lo storico Burrows Smith «se una valutazione statistica potesse essere svolta sul lavoro [di Bailly], essa potrebbe anche suggerire che è accurato tre quinti delle volte».
Il resto dell′Histoire de l'astronomie moderne è una discussione è il discorso sulla astrologia. Bailly appare critico nei confronti di Tycho Brahe, che pur essendo un brillante osservatore, era stato anche un ardente difensore dell'astrologia. Eppure nell′Histoire de l'astronomie ancienne Bailly aveva definito l'astrologia come una manifestazione del materialismo, e Tycho in primis non era un materialista. Bailly scrive su Brahe: «Negare la forza e l'influenza degli astri significa, cosi diceva [Brahe], distruggere la saggezza e la provvidenza di Dio». Tycho vide nei cieli, e in particolare nel suo sistema dei cieli, una conferma delle sacre scritture o, secondo Bailly, di vari passaggi «dove la scrittura parla la lingua volgare».
Era stato per ragioni di fede che Tycho respinse infatti il sistema copernicano. È importante notare che quando Bailly scrisse la sua Histoire de l'astronomie moderne, le opere di Galileo erano ancora sull'Indice dei libri proibiti, e uno scienziato credente o, almeno, prudente come Bailly dovette comunque pensarci due volte prima di intervenire, con i propri commenti, sul delicato equilibrio tra la parola divina e l'esperienza umana. Bailly non era un uomo molto coraggioso, perciò nascose le sue considerazioni scomode relative a Tycho, sulla questione religiosa, sotto forma di un attacco contro l'astrologia:
(Bailly nell′Histoire de l'astronomie moderne.)
Ma anche queste parole prudenti non avrebbero comunque risparmiato Bailly dagli attacchi dei critici più bigotti, come ad esempio quelle dell'intransigente abate Thomas-Marie Royou.

### Relazione con il pensiero di Bailly
L′Histoire de l'astronomie moderne conferma le due tendenze fondamentali nel pensiero di Bailly, presenti nelle altre opere: la devozione all'idea di progresso e la sua preoccupazione verso i sistemi, e soprattutto verso uno speculativo esprit de système. Questi due aspetti non si escludono a vicenda. In effetti continuano ad andare di pari passo in tutto il discorso di Bailly. Eppure il suo desiderio di applicare il rasoio di Occam ovunque, ovvero il suo desiderio di semplificare, conciliare e generalizzare fu la principale debolezza del suo lavoro, e applicando costantemente questo metodo in categorie di conoscenza dove esso era inapplicabile lo portò a fare delle conclusioni quantomai azzardate. Applicandolo infatti alla storia antica, ad esempio, Bailly dedusse l'esistenza di un'atavica filosofia «saggia e sublime» e di un elevato stato di civiltà proprio all'inizio della storia, l'esistenza di un antichissimo popolo civilizzato e scientificamente progredito. Questa nozione, in definitiva, era in contrasto con l'idea stessa di progresso che lo stesso Bailly vagheggiava. L'idea di progresso di Bailly allora si sublimava nella possibilità di un ritorno all'età dell'oro, che lui vide arrivare attraverso la Rivoluzione francese, anche se in seguito capì, sulla sua stessa pelle, di essere in torto.